# Froleh
Froleh – wieś w Słowenii, w gminie Sveta Ana. W 2018 roku liczyła 135 mieszkańców.